# Zabranjeno Pušenje
I Zabranjeno Pušenje (letteralmente "vietato fumare") sono stati un gruppo rock jugoslavo di Sarajevo, strettamente collegato con la trasmissione satirica, radiofonica e televisiva, "Top Lista Nadrealista", a cui tutti i membri della band partecipavano come conduttori o intrattenitori.
Sono stati uno dei gruppi rock più popolari nella Jugoslavia degli anni ottanta, tra i principali artefici del nuovo movimento musicale nella nazione balcanica, il "Novi Primitivizam". Vendettero migliaia di dischi in tutta la Jugoslavia.
Con lo scoppio dei conflitti interni, dei disordini e della conseguente sanguinosa guerra civile che ha portato alla dissoluzione dello Stato federale Jugoslavo nella prima parte degli anni novanta la band si è sciolta, e alcuni membri hanno fondato due differenti gruppi musicali, uno con lo stesso nome (Zabranjeno Pušenje), operante a Zagabria, l'altro inizialmente omonimo ma poi chiamato "Emir Kusturica i No smoking orchestra", operante invece a Belgrado. Hanno registrato quattro album in studio; il loro stile musicale era costituito da suoni tipicamente rock/punk con forti influenze musicali della musica folk. Nei loro testi si potevano riscontrare sia tematiche superficiali, con canzoni spensierate volte ad avere un fine umorismo, sia canzoni con tematiche più profonde (ma nascoste sempre da un impeccabile umorismo) che narravano storie e problemi tipici della Sarajevo di quegli anni.
In alcune si potevano addirittura riscontrare messaggi non espliciti sul conflitto bellico che di lì a poco avrebbe coinvolto le tre principali popolazioni dell'ex Jugoslavia (serbi, croati, bosniaci). Ebbero anche parecchi problemi con la critica e con il potere politico di quel tempo, poiché furono molto critici nei confronti del sistema socialista jugoslavo e perché si divertivano ad esprimere le domande scomode che in quegli anni giravano tra la gente.

## Il Gruppo Originale (Sarajevo)

### Storia
Le radici della rock band vanno ricercate in un gruppo di amici che frequentavano lo stesso liceo di Sarajevo (Sarajevska Druga Gimnazija) e che vivevano nella stessa via, "Fuada Midžića" nel quartiere di Koševo. Inizialmente il nome che venne dato al gruppo fu "Pseudobluz Bend" e tutti i suoi componenti erano collegati con la trasmissione mediatica "Top Lista Nadrealista". La formazione originale era la seguente: Nenad Janković (nome d'arte dr Nele Karajilić; voce e tastiere), Davor Sučić (Mr Sejo Sekson; chitarra), Zenit Dozić (Fu-Do; batteria), Mustafa Čengić (Muce/Mujo Snazni; chitarra), Mladen Mitić (Munja;basso) e Ognjen Gajić (Ogi; sassofono e flauto). Molto presto cambiarono il loro nome in "Pseudobluze Bend Zabranjeno Pusenje", e successivamente lasciarono solo il nome Zabranjeno Pušenje (che in serbo-croato significa letteralmente "vietato fumare") eliminando il primo termine. Il loro primo video "Penzioneri idu na more zimi" (I pensionati vanno al mare d'inverno) venne girato a Radio Sarajevo agli inizi del 1981.
Si fecero conoscere al pubblico locale di Sarajevo grazie al loro primo album, intitolato "Das ist Walter", prodotto dalla casa discografica Jugoton, uscito nel 1984.Nel frattempo avvennero alcuni cambiamenti all'interno della band, con l'arrivo del fratello minore del cantante Nenad Janković, Dražen Janković (Seid mali Karajilic;tastiere), mentre Predrag Rakić (Seki Gajton) sostituisce Zenit Dozić alla batteria.Inizialmente l'album arriva a vendere 3000 copie, ma successivamente con il passare del tempo riesce a toccare quota 100.000. Nell'autunno dello stesso anno inizia la loro prima tournée di 60 concerti, che porterà la rock band di Sarajevo al grande successo di pubblico, consacrando Janković e compagni come uno dei gruppi rock più influenti e popolari di tutta la Jugoslavia, dopo l'uscita di un solo album. I problemi per il gruppo, però, iniziarono proprio durante la loro prima tournée; durante il concerto di Fiume, del 27 novembre 1984 il cantante Janković, facendo riferimento all'amplificatore (contrassegnato dalla marca Marshal, e che veniva chiamato comunemente dai musicisti con il nome di fabbricazione) che si era rotto, si fece sfuggire di bocca le seguenti parole: "Crk'o Maršal. Mislim na pojačalo" (È morto Marshal. Sto dicendo dell'amplificatore).
Il pubblico e la critica percepirono questa frase come una provocazione, nei confronti della scomparsa del maresciallo Josip Broz Tito, fondatore dello Stato socialista jugoslavo e capo indiscusso di quest'ultimo fino alla sua morte (4 anni prima, compianto dalla maggioranza dei popoli jugoslavi. L'esternazione di Janković creò non poche difficoltà alla band; furono fortemente criticati ed una campagna attuata contro di loro portò all'interruzione delle restanti tappe previste della tournée, e all'annullamento della trasmissione "Top Lista Nadrealista". Immersi in questa atmosfera non certo positiva per il seguito della loro carriera, i ragazzi di Sarajevo registrano il loro secondo album "Dok čekas sabah sa šejtanom" (finché aspetti l'alba con il diavolo), uscito nel luglio del 1985 ma problemi interni alla band portò il bassista Mitić, il batterista Rakić e il chitarrista Čengić alla scelta di abbandonarla nell'86. Per la registrazione del loro terzo album "Pozdrav iz zemlje Safari" (saluto dalla terra Safari), uscito nel 1987 targato dalla casa discografica Diskoton, si aggregano al gruppo in sostituzione dei componenti precedentemente citati, Predrag Kovačević (Kova/Kovalski; chitarra), Faris Arapović alla batteria e il più famoso Emir Kusturica (regista di fama internazionale ed anche musicista) che suona il basso in tre delle canzoni presenti nell'album. Tutte le canzoni vengono scritte da Nenad Janković e Davor Sučić, alias Nele Karajlić e Sejo Sekson, eccezion fatta per due canzoni che vedono come coautore proprio Emir Kusturica.
L'album fu un vero e proprio monumento, che contribuì a riportare il gruppo rock ai vertici del successo, con molte canzoni che divennero dei veri e propri successi, tra tutte la famosissima "Balada o pišonji i zugi" emblema della loro discografia, oppure la malinconica, ma allo stesso tempo profonda e anche un po' buffa "Fikreta", che narra in maniera genialmente ironica e con un linguaggio in apparenza superficiale, l'amore che una donna può provare per un uomo che fa di tutto per rovinare il rapporto di coppia con i suoi comportamenti sbagliati. La tournée che seguì l'uscita dell'album prevedeva 87 concerti, e fu la più grande che la band di Sarajevo mise in scena nel corso della sua storia, consacrando gli Zabranjeno Pusenje come una delle icone della scena rock jugoslava. Nel gennaio del 1988 la band ricevette il disco d'oro per il raggiungimento delle 100 000 copie vendute.
Nell'ottobre dello stesso anno il gruppo di Sarajevo registra quello che sarà il suo ultimo album prima dello scioglimento, che avverrà di li a poco, dal titolo "Male price o velikoj ljubavi" (Piccole storie di un grande amore). Le canzoni di questo album verranno prevalentemente scritte da Sejo Sekson(Davor Sučić). Una delle più famose è sicuramente la canzone omonima dell'album, con il titolo tradotto in lingua italiana, "Piccola storia di un grande amore", non proprio grammaticalmente corretta, che vede la partecipazione straordinaria della cantante lirica Sonja Milenković accanto alla voce di Jankovic. Il testo racconta di una buffa pseudo-storia d'amore tra un idraulico italiano di nome Giovanni, che decide di andare a Međugorje (località dell'Erzegovina, diventata famosa in seguito alle apparizioni Mariane), spinto dalla convinzione che una volta lì riuscirà a vedere la Madonna, e la diciassettenne suonatrice di organi nella chiesa della piccola cittadina, Katarina. Nell'esecuzione vocale del brano Nele Karajlić (Nenad Janković) e Sonja Milenković interpretano rispettivamente il personaggio di Giovanni l'uno e il personaggio di Katarina l'altra. Per la produzione musicale di questo album, vanno ricordate anche le partecipazioni di Jadranko Dzihan alle tastiere, Darko Ostojić (Minka) al basso, del violinista Dejan Sparavalo e del più conosciuto Goran Bregović (ex membro dei Bijelo Dugme) come accompagnatore vocale e chitarrista. L'album ebbe un buon successo di pubblico, e nell'anno seguente la band parte per quella che sarà l'ultima tournée, consacrandosi come la migliore con 60 concerti ed oltre 200.000 spettatori.

### Scioglimento
Con l'inizio dei primi anni '90, la già difficile situazione politica e socio-economica interna della Jugoslavia peggiora drasticamente, sfociando in quella che sarà una terribile e sanguinosa guerra civile e che vedrà come principale campo di battaglia proprio Sarajevo e tutto il territorio della Bosnia Erzegovina. Tutto questo si ripercuote anche sulla stabilità del gruppo (poiché i vari membri appartenevano anche ad etnie e religioni diverse), ed a conflitto da poco iniziato Sejo Sekson, Darko Ostojić e Faris Arapović decidono di abbandonare la band.Poco dopo anche lo storico cantante Janković si separa dagli altri, abbandonando Sarajevo per trasferirsi in Serbia, dove fonda durante gli anni della guerra un gruppo musicale omonimo allo storico “Zabranjeno Pušenje”. La gran parte dei membri ed ex membri del gruppo e della trasmissione “Top lista Nadrealista” decise, al contrario di Janković, di rimanere in Sarajevo assediata, sotto i bombardamenti delle forze militari serbe dal 1992 al 1996).
Molti di loro criticarono, alcuni in maniera molto aspra, l'ex cantante Janković e la sua decisione di abbandonare i compagni, fatta eccezione per Sučić, il quale riprese la conduzione di “Top lista nadrealista” per tenere alto l'umore dei cittadini di Sarajevo durante i difficili anni della guerra, che prese le difese di Jankovic dicendo che quest'ultimo era in una situazione diversa rispetto a tutti gli altri poiché era da poco nata sua figlia. Più tardi si venne a sapere in un'intervista rilasciata da Zenit Đozić (ex batterista precedentemente citato e attore nella trasmissione Top Lista Nadrealista assieme allo stesso Janković), che Jankovic dovette lasciare Sarajevo perché alcuni giorni prima che egli si trasferisse a Belgrado, alcune persone dall'aria strana si erano introdotte in casa sua e gli avevano consegnato delle armi, dicendogli: "tieniti pronto; quando ti chiameremo sai cosa ti aspetta".
Tra le canzoni più famose e significative, vanno sicuramente ricordate quelle che riguardavano la vita delle persone dopo la morte di Tito in Jugoslavia, tra le quali “Dan Republike” (il giorno della Repubblica), ”Srce, ruke i lopata” (cuore, mani e la pala), ”Amir”, ”Guzonjin Sin”, canzoni con argomenti non proprio di facile comprensione a quel tempo, come per esempio l'omosessualità presente come tematica nelle canzoni “Pišonja i Žuga u paklu droge” (Pišonja e Žuga nell'inferno della droga) o “Javi mi” (Chiamami), o come già citato prima canzoni che in qualche modo anticipavano l'imminente conflitto che sarebbe scoppiato, tra le quali le più significative sono “Kanjon Drine” e “Zvijezda nad Balkanom” (La stella sui Balcani). Altre canzoni che rimarranno sicuramente nella storia della musica rock della ex Jugoslavia sono: Anarhija all over Baš-čaršija", „Zenica blues“, „Šeki is on the road again“, „Balada o Pišonji i Žugi, Dok jezdiš ka Alemanji“, „Lutka sa naslovne strane“, „Na straži pored Prizrena“ e tante altre.

### Formazione
- Muhamed Adas - violino (1989-)
- Faris Arapović - batteria, voce di accompagnamento (1987 - 1989)
- Zenit Đozić (Fu-do Đozić) - batteria, voce di accompagnamento (1985)
- Jadranko DŽihan - tastiere (1987 - 1989)
- Mustafa Čengić (Mujo Snažni) - chitarra (1980 - 1986)
- Ognjen Gajić (Ogi Gajić) - sassofono e flauto (1984 - 1987)
- Dražen Janković (Seid Mali Karajlić) - tastiere (1984 - 1987)
- Nenad Janković (dr. Nele Karajlić) - voce (1984 - 1989)
- Predrag Kovačević (Kova) - chitarra (1986 - 1989)
- Mladen Mitić (Munja Mitić) - basso (1984 - 1985)
- Darko Ostojić - basso (1987 - 1989)
- Darko Poljak - sassofono (1989)
- Predrag Rakić (Šeki Gajton) - batteria (1984 - 1985)
- Davor Sučić - Sula (mr. Sejo Sekson) - chitarra (1984 - 1989)

### Discografia
- -{Das ist Walter}- - 1984
- Dok čekaš sabah sa šejtanom - 1985
- Pozdrav iz zemlje Safari - 1987
- Male priče o velikoj ljubavi - 1988.

## Zabranjeno Pušenje (Zagabria)
In seguito agli accordi di Dayton (1995) che sancirono la fine delle ostilità, Sejo Sekson ed i suoi seguaci della trasmissione “Top lista nadrealista“ rifondarono di nuovo la band sempre sotto lo stesso nome, “Zabranjeno Pušenje“. I suoi nuovi componenti sono appunto Sučić (Sejo Sekson), Dani Pervan, Dušan Vranić e Samir Čeramida, che si uniscono sotto lo stesso nome, trasferendo la loro attività musicale da Sarajevo a Zagabria. Nel 1997 pubblicano il loro primo album postbellico, dal titolo “Fildzan Viska/Raja iz Sarajeva“ (Gente di Sarajevo). Le canzoni di maggior successo di questo album sono l'omonima “Fildžan Viska“, la romantica e malinconica “Možeš imat moje tijelo“ (Puoi avere il mio corpo), “Halid umjesto Halida“ (Halid al posto di Halida) e “Test za Dženet“ (Testo per Dzenet). L'album di debutto dei nuovi Zabranjeno Pusenje raggiunge un grande successo di pubblico, e viene seguito anche dalla prima tournée della nuova formazione, con tappe in molte zone della Bosnia Erzegovina e della Croazia, e successivamente anche con tappe europee.
Nel 1999 esce anche il secondo album, intitolato “Agent tajne sile“ (agente segreto), dal quale vengono estratte le canzoni “Yugo 45“ (dal testo fortemente nostalgico nei confronti dell'ormai scomparsa nazione jugoslava, con metafore che si riferiscono alla famosa macchina prodotta dalla casa automobilistica “Zastava“, la Yugo 45, in voga ai tempi dello Stato socialista), “Pos'o, kuca i birtija“ (lavoro, casa e bar) e “Pupoljak“ (Gemma).
Nel 2001 esce il terzo album, che si può forse considerare come quello di maggior successo della nuova rock band, “Bog vozi Mercedes“(Dio guida una Mercedes), di cui la canzone simbolo è sicuramente “Poćasna Salva“ (Onorario Salva), nel video della quale compaiono anche alcuni spezzoni del film “No man's Land“ del regista bosniaco Danis Tanović, vincitore del premio Oscar come miglior fim straniero nel 2002. Altre canzoni che scalano la vetta delle classifiche e contribuiscono alla popolarità dell'album sono Lijepa Alma" (bella Alma), "Karabaja" e "Arizona Dream".
Il 23 luglio del 2003 durante le “Baščaršijskih noći“ (una sorta di notte bianca di Sarajevo), in memoria dei 25 anni di musica del gruppo, gli "Zabranjeno Pušenje" si esibirono in un concerto davanti a 15.000 persone, siglando uno dei più grandi eventi musicali avvenuti nella Sarajevo post-bellica. Nel 2006 esce il quarto album, “Hodi da ti čiko nešto da“ (Vieni che il signore ti dà qualcosa), lanciato dall'uscita del singolo “Nema Više“ (Non c'è più). Di questo album vanno ricordate anche le canzoni “Agregat“ (narrante la ribellione degli abitanti del quartiere Koševo di Sarajevo contro la guerra che stava distruggendo le loro vite, ribellione attuata tramite la costruzione di un generatore di energia elettrica; infatti il termine “agregat“ significa letteralmente “generatore“), e “Dobro Dvorište“ (Buon giardino), il cui testo fa chiari riferimenti alla nostalgica infanzia delle persone adulte. Nel corso dello stesso anno il gruppo si occupa anche della produzione musicale del film “Nafaka” di Jasmin Duraković. Nel 2009 esce il loro quinto album, “Muzej Revolucije” (Museo della rivoluzione), che viene lanciato dal singolo “Modni Guru” estratto proprio da quest'ultimo album.

### Formazione
- Davor Sučić - (Sejo Sekson) - chitarra, voce (1996 - )
- Predrag Bobić (Bleka) - basso (1996 - )
- Bruno Urlić - violino (1997 - 2004)
- Dragomir Herendić (Dragijani) - chitarra (1999 - 2004)
- Robert Boldižar - violino, tastiere (2004 - )
- Toni Lović - chitarra (2004 - )
- Branko Trajkov (Trak) - batteria (1996 - )
- Marin Gradac - voce (1996 - 2000)

### Discografia
- Nikad robom, vazda taksijem (-{Best of 1}-) - 1996.
- Fildžan viška - 1997.
- Srce, ruke i lopata (-{Best of 2}-) - 1998.
- Hapsi sve! (Uživo) - 1998.
- Agent tajne sile - 1999.
- Bog vozi Mercedes -2001.
- Live in St. Louis - 2004.
- Hodi da ti čiko nešto da! - 2006.
- Muzej Revolucije - 2009.
- Radovi na cesti - 2013.
- Šok i nevjerica - 2018.
- Karamba! - 2022.

## No Smoking Orchestra (Belgrado)
L'ex cantante storico Nenad Jankovic, come detto in precedenza si era trasferito in Serbia durante il conflitto bosniaco. Qui rifonda la band con lo stesso nome della gloriosa ex rock band di Sarajevo, registrando anche un album, ”Ja nisam Odavle” (Io non sono di qua), targato proprio con il nome Zabranjeno Pušenje. Con la rifondazione effettuata da Sučić dopo la guerra, e l'arrivo di Emir Kusturica nella compagine di Janković, il gruppo abbandona il nome storico cambiandolo in “Emir Kusturica i No Smoking orchestra”. La band sotto questo nuovo nome, registra altri 3 album e inizia ad esibirsi in concerti con tappe in tutto il mondo. Nel 1998, il gruppo si occupa anche della produzione musicale del film proprio di Emir Kusturica “Crna macka, beli macor” (Gatto nero, gatto bianco), vincitore del Leone d'argento al Festival di Venezia.

### Formazione
- Dejan Sparavalo - violino (1997 - )
- Nenad Janković (dr. Nele Karajlić) - voce, tastiere (1997 - )
- Stribor Kusturica - batteria (1997 - )
- Goran Markovski (Glava Markovski) - basso (1997 - )
- Dražen Janković (her Drale) - tastiere (1997 - )

### Discografia
- Ja nisam odavle - 1997. Sotto il nome "Zabranjeno pušenje"
- Black cat white cat - 1998.
- Unza Unza time - 2000.
- La vie est un miracle - 2004.